# هنري س. موريسون
هنري س. موريسون (بالإنجليزية: Henry C. Morrison)‏ هو مربي أمريكي، ولد في 1871، وتوفي في 1945.